# Аренда с последующим выкупом
Аренда с последующим выкупом (англ. Rent-to-own, сокр. RTO) — оформляемая в виде договоров со смешанной формой или договоров аренды сделка, где арендодатель предоставляет арендатору право на покупку арендованного предмета.
Отличается от лизинга двумя моментами:
- при лизинге имущество, сдаваемое в аренду, специально покупается для него арендодателем, а при аренде с выкупом этого не является распространённым решением;
- в лизинге участвует три лица, а для аренды с выкупом достаточно двух сторон.

Как инструмент является механизмом альтернативного финансирования, который снижает потребности в оборотных средствах. Данный вид операций чаще всего связан с оборотом потребительских товаров, включая недвижимость, но иногда используется и для описания коммерческих операций с недвижимостью.

## Особенности по странам

### Аренда с выкупом в России
В целом, договор аренды с правом выкупа является смешанным договором и включает в себя как условия об аренде, так и условия о купле-продаже. Важную роль при заключении данных договоров играет учёт всех значимых аспектов будущей сделки.
В литературе аренда с последующим выкупом также определяется как финансовый продукт. Данный продукт фигурирует в планах по формированию рынка арендного жилья, которые были сформированы в 2014 году Агентством по ипотечному жилищному кредитованию.

### Аренда с выкупом в США
Представляет собой вид сделки, в рамках которой материальное имущество арендуется в обмен на еженедельную или ежемесячную оплату с возможностью её покупки в какой-то момент во время по соглашению.
Отрасль аренды с последующим выкупом (англ. rent-to-own industry или rental-purchase industry) состоит из дилеров, которые сдают в аренду недвижимость, мебель, бытовую технику, бытовую электронику и ювелирные изделия. Сделки по принципу «аренда-владение» обеспечивают быстрый доступ к товарам домашнего обихода за относительно низкую еженедельную или ежемесячную плату и, как правило, без какого-либо первоначального взноса и проверки кредитоспособности.
В США правовой спор, связанный с операциями аренды с последующим выкупом, был сосредоточен главным образом на вопросе о том, следует ли рассматривать данную сделку как аренду или же как продажу в кредит. С точки зрения производителей, сделка должна была считаться арендой; группы защиты прав потребителей, напротив, выступали за то, чтобы сделка рассматривалась как продажа товара в кредит. По состоянию на 2011 год, в 47 штатах США, а также в Гуаме, Пуэрто-Рико и округе Колумбия были приняты законы, характеризующие сделку как аренду. Из пяти верховных судов штатов США, которые рассматривали этот вопрос, три (Массачусетс, Арканзас и Мэн) пришли к выводу, что сделку по своей сути нужно рассматривать как аренду. Однако в Нью-Джерси и Миннесоте законодатели пришли к выводу о том, что аренда с последующим выкупом ― это продажа в кредит. Федеральный окружной суд в Висконсине также установил, что сделка является продажей в кредит в соответствии с законодательством штата Висконсин.
По состоянию на 2011 год, ни один федеральный закон США о защите прав потребителей не уделял внимание таким сделкам, но в ходе многочисленных судебных разбирательств были предприняты попытки попытаться привести соглашения об аренде с последующим выкупом в соответствии с определением «продажа в кредит» в Законе о правдивости при кредитовании, которые не увенчались успехом.